# Aloba cinereus
Aloba cinereus là một loài bướm đêm trong họ Geometridae.